# پیلیش‌چابا
پیلیش‌چابا (به مجاری:  Piliscsaba) یک منطقهٔ مسکونی در مجارستان است که در ناحیه پیلیش‌ووروش‌وار واقع شده‌است. پیلیش‌چابا ۲۵٫۵۷ کیلومتر مربع مساحت و ۷٬۴۶۶ نفر جمعیت دارد.

## خواهرخوانده
شهرهای موکمول، Veľký Lapáš و چراسکو خواهرخوانده‌های پیلیشچابا هستند.